# Golgotha
Golgotha – pierwszy długogrający album amerykańskiej grupy With Blood Comes Cleansing. Jest to również pierwszy album wydany przez wytwórnię Blood & Ink Records, którego dystrybucję prowadzono poza lokalnymi miejscami. Wokalista Mike Sasser opuścił zespół po nagraniu płyty, a na jego miejsce powrócił dawny wokalista Dean Atkinson.

## Lista utworów
1. "An Introduction to Death" - 0:39
2. "Golgotha" - 2:31
3. "Mark Your Words" - 2:39
4. "Fearless Before Opposition" - 2:52
5. "Take Everything" - 3:40
6. "My Help" - 2:30
7. "Persecution" - 2:58
8. "Bring Out Your Dead" - 2:35
9. "Betrayed" - 2:25
10. "Hypocrisy" - 2:16

## Twórcy
- Dean Atkinson - wokal
- Jeremy Sims - gitara elektryczna
- Scott Erickson - gitara elektryczna
- Greg Titus - gitara basowa
- Matt Fidler - perkusja